# Perse
Perse (szlovákul: Prša) község Szlovákiában, a Besztercebányai kerületben, a Losonci járásban, Nógrád vármegyeben. A Novohrad-Nógrád UNESCO Globális Geopark települése.

## Fekvése
Fülektől 5 km-re északnyugatra fekszik.

## Élővilága
Persén hosszú ideje fészkelnek gólyák. 2023-ban 2 gólyafiókát számoltak össze.

## Története
A mai község területén már az újkőkorszakban laktak emberek. A bükki kultúra településének nyomait, a polinai kultúra hamvasztásos sírjait, a hallstatti és laténi kultúra településeit és vasolvasztó kemencéit lelték fel. Találtak még itt kelta hamvasztásos sírokat, római-barbár kori csontvázas sírokat, továbbá avar-szláv temetkezéseket, valamint korai magyar sírokat.
Első írásos említése "Perzehaza" néven 1439-ből származik, de maga a település már sokkal régebbi lehet. Különböző nemesi családok birtokolták. A 16. század első felében két település, Alsó- és Felsőperse állt a helyén. 1554 és 1593 között török megszállás alatt állt. 1655-ben a hadak elpusztították, 1670-ben épült újra és 1725-től ismét önálló község lett. 1828-ban 25 házában 237 lakos élt, akik főként mezőgazdasággal foglalkoztak. A 19. században nagy része a Coburg család nagybirtokához tartozott.
Vályi András szerint „PERSE. Magyar falu Nógrád Vármegyében, földes Ura Gróf Koháry Uraság, lakosai külömbfélék, fekszik sávolyhoz nem meszsze, mellynek filiája Ipoly vize mellett, határja sovány, más javai is hibásak, harmadik osztálybéli.”
Fényes Elek szerint „Perse, magyar falu, Nógrád vgyében, 241 kath. lak. Földje jó; rétje, nádja elég. F. u. h. Coburg. Ut. p. Zelene.”
A trianoni békeszerződésig Nógrád vármegye Füleki járásához tartozott. A község 1927-től viseli mai hivatalos nevét. 1938 és 1944 között újra Magyarország része volt.

## Népessége
| Év:            | 1994. | 2004.   | 2014.   | 2024.    |
| -------------- | ----- | ------- | ------- | -------- |
| Emberek száma: | 207   | 188     | 204     | 182      |
| Eltérés:       |       | -9,17 % | +8,51 % | -10,78 % |

| Év:            | 2023. | 2024.   |
| -------------- | ----- | ------- |
| Emberek száma: | 188   | 182     |
| Eltérés:       |       | -3,19 % |

1880-ban 415 lakosából 395 magyar anyanyelvű volt.
1890-ben 424 lakosából 392 magyar és 29 szlovák anyanyelvű volt.
1900-ban 503 lakosából 423 magyar és 57 szlovák anyanyelvű volt.
1910-ben 450 lakosából 420 magyar és 29 szlovák anyanyelvű volt.
1921-ben 381 lakosából 259 magyar és 114 csehszlovák volt.
1930-ban 511 lakosából 237 magyar és 272 csehszlovák volt.
1941-ben 623 lakosából 566 magyar és 21 szlovák volt.
1991-ben 205 lakosából 188 magyar és 15 szlovák volt.
2001-ben 195 lakosából 177 magyar és 16 szlovák volt.
2011-ben 197 lakosából 140 magyar és 33 szlovák volt.
2021-ben 190 lakosából 149 (+3) magyar, 37 (+3) szlovák, (+2) cigány, 1 egyéb és 3 ismeretlen nemzetiségű volt.

## Neves személyek
- Itt született 1935-ben Bacskai Béla festő.
- Itt született 1936-ban Meggyesi Tamás magyar építészmérnök, városépítés-városgazdasági szakmérnök, professzor emeritus.

## Nevezetességei

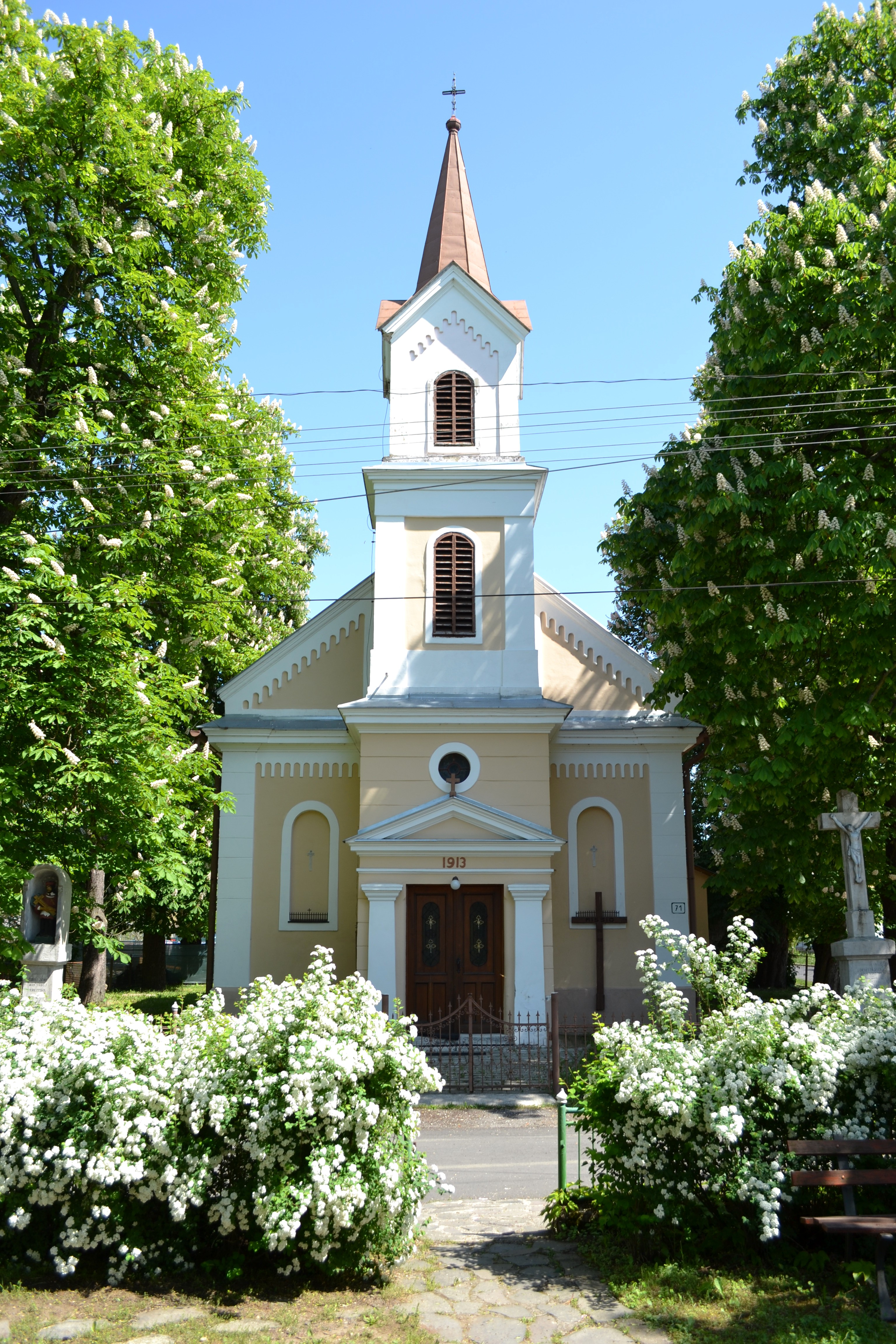
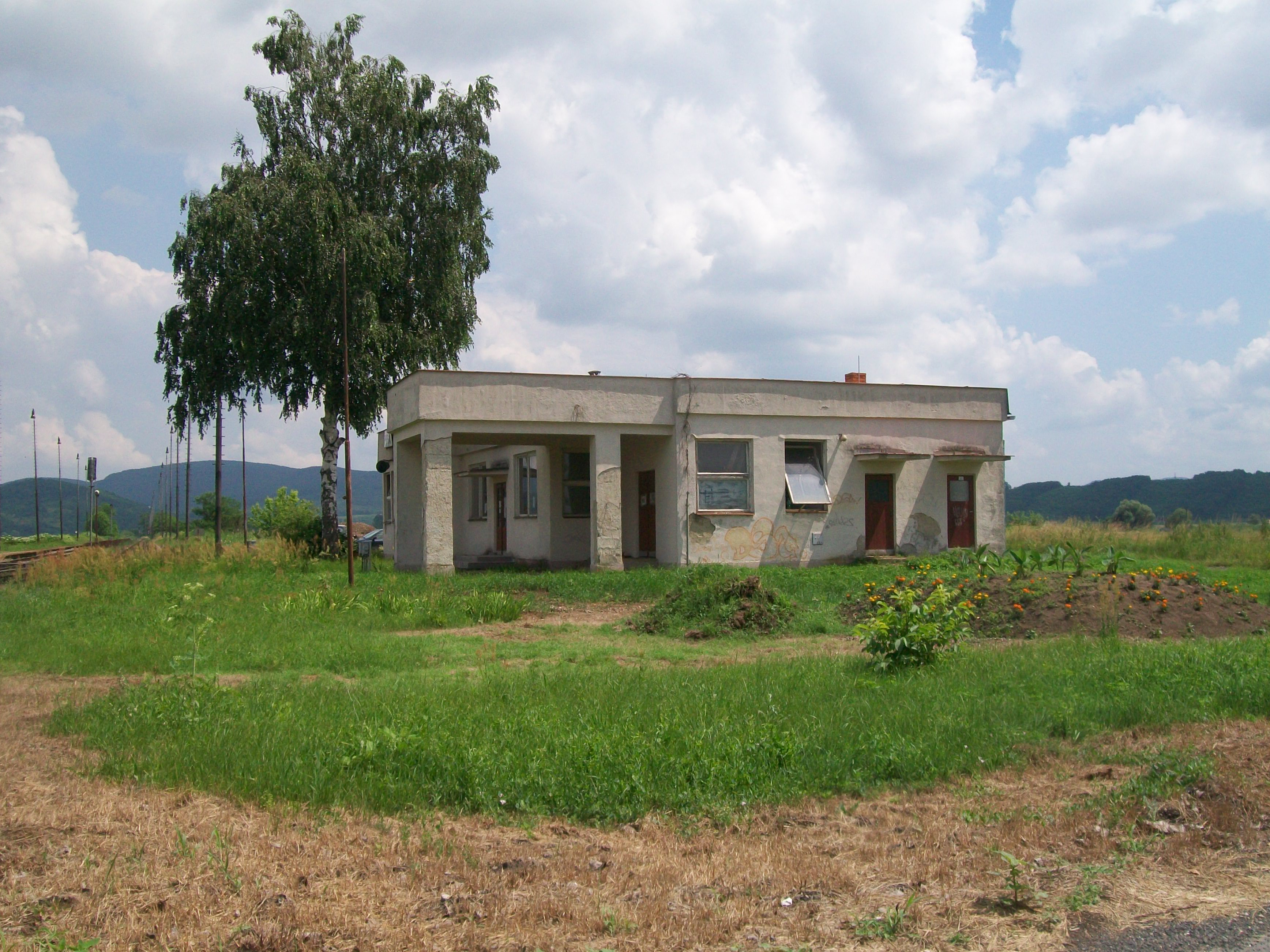

- Római katolikus temploma 1913-ban épült neoromán stílusban.

## Külső hivatkozások
- Községinfó
- Perse Szlovákia térképén
- E-obce.sk[halott link]
- A Novohrad-Nógrád UNESCO Globális Geopark települései